# Nghiên cứu sinh Việt Nam
Tại Việt Nam, nghiên cứu sinh là những người đang theo học những chương trình nghiên cứu khoa học mà kết quả cuối cùng là luận án tiến sĩ được bảo vệ thành công ở cấp nhà nước, mà cụ thể là những người đã thi đạt đầu vào, đang làm luận án tiến sĩ, có thể đã được bảo vệ thành công ở các cấp cơ sở, nhưng chưa được bảo vệ thành công ở cấp nhà nước.
Để trở thành một nghiên cứu sinh, theo quy định hiện hành thường người nghiên cứu phải qua một kỳ thi tuyển nghiên cứu sinh, thường được các khoa trong trường đại học hoặc các viện nghiên cứu đã được Bộ Giáo dục và Đào tạo cho phép đào tạo nghiên cứu sinh tổ chức. Trong các trường đại học, kỳ thi tuyển nghiên cứu sinh thường được phối hợp chung với kỳ thi tuyển học viên cao học và gọi chung là kỳ thi tuyển sau đại học.

## Yêu cầu dự tuyển nghiên cứu sinh ở Việt Nam
Tùy theo trường, viện, các yêu cầu có thể có thay đổi đôi chút, tuy nhiên về cơ bản đối với người dự tuyển nghiên cứu sinh có các yêu cầu bắt buộc như sau:

### Văn bằng
Người dự thi phải thỏa mãn một trong các yêu cầu về văn bằng:
- Người dự thi cần có bằng thạc sĩ đúng chuyên ngành, chuyên ngành phù hợp hoặc chuyên ngành gần với ngành đăng ký dự thi.
- Có bằng tốt nghiệp đại học đúng ngành (tùy trường hợp có thể phải xét thêm các chứng chỉ bổ sung).

### Công trình nghiên cứu khoa học
- Người có bằng thạc sĩ cần có ít nhất một bài báo đã công bố trên tạp chí khoa học trước khi nộp hồ sơ dự thi, nội dung bài báo phù hợp với hướng nghiên cứu đăng ký dự thi.
- Người chưa có bằng thạc sĩ cần có ít nhất ba bài báo đã công bố trên tạp chí khoa học trước khi nộp hồ sơ dự thi và nội dung các bài báo phải phù hợp với hướng nghiên cứu đăng ký dự thi.

### Thâm niên công tác
Trước kia người dự thi nghiên cứu sinh cần có ít nhất hai năm làm việc chuyên môn trong lĩnh vực đăng ký dự thi kể từ khi tốt nghiệp đại học trừ trường hợp được chuyển tiếp sinh. Tuy nhiên hiện nay yêu cầu này đã bị bãi bỏ.

### Yêu cầu sức khỏe
Có đủ sức khỏe để học tập và lao động theo quy định và phải có giấy khám sức khoẻ của bệnh viện đa khoa cấp tỉnh trở lên.

### Yêu cầu về hồ sơ
Hồ sơ bao gồm đơn xin dự thi, bản sao bằng cấp và bảng điểm các loại đã được chứng thực, giấy khám sức khỏe, lệ phí dự thi, bản đề cương chi tiết luận án, bản sao các bài nghiên cứu đã đăng trên các báo, bài tạp chí v.v. và phải nộp đầy đủ, đúng thủ tục, đúng thời hạn theo quy định của Bộ Giáo dục và Đào tạo cũng như của cơ sở đào tạo..

## Dự thi
Trước kia thí sinh dự thi nghiên cứu sinh nếu đã tốt nghiệp thạc sĩ yêu cầu phải thi 1 môn chuyên ngành, bảo vệ đề cương nghiên cứu và thi môn ngoại ngữ trình độ C trở lên (trong quy định của Bộ Giáo dục và Đào tạo là một trong 5 ngoại ngữ: tiếng Anh, tiếng Pháp, tiếng Nga, tiếng Đức, tiếng Trung). Với thí sinh mới chỉ có bằng đại học, yêu cầu phải thi môn cơ bản, môn cơ sở, môn chuyên ngành, ngoại ngữ, và bảo vệ đề cương nghiên cứu.
Trong những năm gần đây ứng thí nghiên cứu sinh sẽ không cần thi các môn như nói trên mà dựa trên cơ sở xét tuyển hồ sơ, và yêu cầu có ngoại ngữ đầu vào tương đương trình độ B1 theo khung tham chiếu châu Âu về ngoại ngữ (Common European Framework of Reference for Languages, CEFR).

## Đào tạo
Thông thường nghiên cứu sinh được đào tạo 3 năm và viết ít nhất 3 chuyên đề nghiên cứu, các chuyên đề này được xem là cơ sở để được xem xét cho bảo vệ luận án. Sau khi kết thúc khóa học, nghiên cứu sinh bảo vệ luận án tiến sĩ các cấp từ cấp bộ môn, cấp cơ sở và đến cấp cao nhất là cấp nhà nước. Luận án tiến sĩ thường được một hai người thầy hướng dẫn (nếu là hai thầy hướng dẫn sẽ có người hướng dẫn chính và hướng dẫn phụ), và từ hai người phản biện trở lên. Ngoài ra, trong hội đồng bảo vệ có nhiều người thầy khác cũng được giao nhiệm vụ đọc góp ý, phản biện, chấm điểm.

## Những dự thảo về điều kiện đầu vào
Hiện nay, do chất lượng nghiên cứu sinh ở Việt Nam ít nhiều đi xuống, nhiều tranh cãi mới xoay quanh vấn đề gia tăng chất lượng đầu vào của nghiên cứu sinh được đưa ra thảo luận và rất có thể, đó sẽ là những yêu cầu bắt buộc cho thí sinh dự thi trong tương lai, như yêu cầu có bằng tiếng Anh TOEFL hoặc IELTS, và có ít nhất một bài báo đăng trên tạp chí khoa học của nước ngoài.